# Північна Корея в російсько-українській війні

Офіційна зустріч Володимира Путіна і Кім Чен Ина 19 червня 2024 року

Північна Корея в ході російсько-української війни надавала Росії боєприпаси, а також військовослужбовців для участі у бойових діях.
Кількість боєприпасів (снарядів та ракет), які КНДР передала Росії, у 2024 році оцінювали у 10 тис. транспортних контейнерів, і майже 5 млн снарядів.
У 2024 році КНДР відправила до Росії військовослужбовців, і в грудні вони почали брати участь у боях на Курщині.

## Передумови
Північнокорейський режим, який підтримувався СРСР і КНР, опинився без підтримки у 1990-х, через що зазнав глибокої кризи, а також голоду. З приходом до влади Путіна і збільшенням російських нафтових доходів пожвавилися і російсько-північнокорейські відносини. Лідер КНДР відвідував РФ у 2001, 2002, 2011 та 2019 роках.

## Перебіг подій

### 2022
З початку російського повномасштабного вторгнення вище керівництво КНДР, чиновники та підконтрольні владі агенції новин неодноразово поширювали тези російської пропаганди, піддавали сумніву суверенітет України та закликали до припинення звільнення українських територій, поширювали російське колоніальне бачення української історії. 13 липня 2022 року стало відомо, що Україна розірвала дипломатичні відносини з КНДР у відповідь на визнання останньою суверенітету самопроголошених Донецької та Луганської «народних республік».

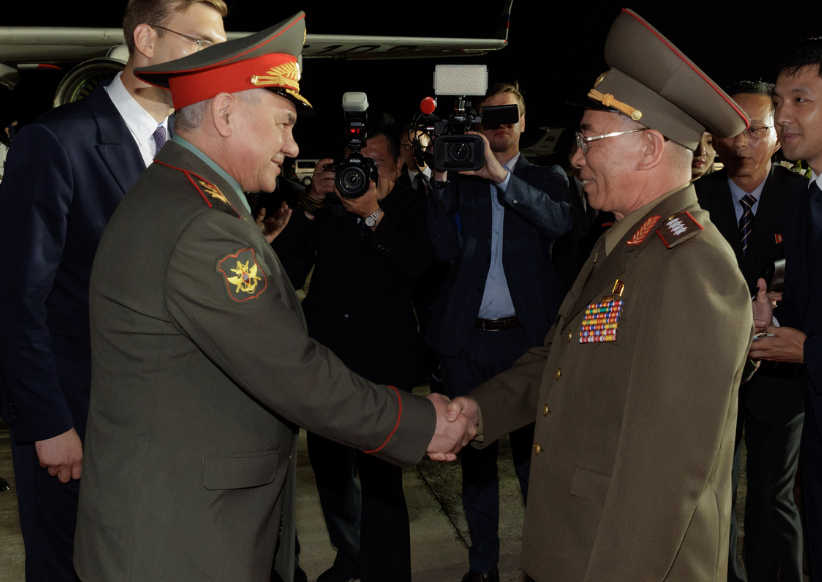
Міністр оборони Росії Сергій Шойгу під час зустрічі з міністром оборони Північної Кореї Кан Сун Намом 25 липня 2023 року

Вичерпання запасів боєприпасів змусило Росію звернутися в 2022 році до Північної Кореї для їх придбання. Північна Корея також надає зимову форму та спорядження для російських військ. В обмін КНДР може отримувати продовольство, пальне та відсутні в себе збройні технології.

### 2024
4 січня 2024 року речник Ради національної безпеки США повідомив, що за даними розвідки росія використала північнокорейські балістичні ракети під час масштабних атак 29 грудня 2023 року у напрямку Запоріжжя та 2 січня 2024 року по Харкову. Ці дані підтвердило українське видання Defense Express з огляду на проведений аналіз уламків та що йдеться саме про KN-23. Одна з ракет, від якої залишились доволі великі уламки, вдарила по центру Харкова, неподалік майдану Свободи.
У червні 2024 року міністр оборони Південної Кореї Шін Вонсік повідомив, що Північна Корея відправила до Росії щонайменше 10 тис. транспортних контейнерів, які могли містити майже 5 млн артилерійських снарядів. Він припускав, що в обмін на боєприпаси Росія надіслала Пхеньяну технології, щоб допомогти розгорнути ряд супутників-шпигунів, а також звичайну зброю, на кшталт танків та літаків. Того ж місяця Північна Корея заявила про свої плани щодо відправлення військових будівельних та інженерних сил для участі в «відновлювальних роботах» на тимчасово окупованих Росією територіях Донецької області.
18 червня Президент РФ прибув до Північної Кореї з державним візитом, вперше за 24 роки. Він приїхав до Пхеньяна на запрошення північнокорейського лідера Кім Чен Ина на тлі посилення відносин двох країн після повномасштабного вторгнення Росії в Україну. Перед цим візитом Путін подякував КНДР за «тверду підтримку» війни РФ проти України.

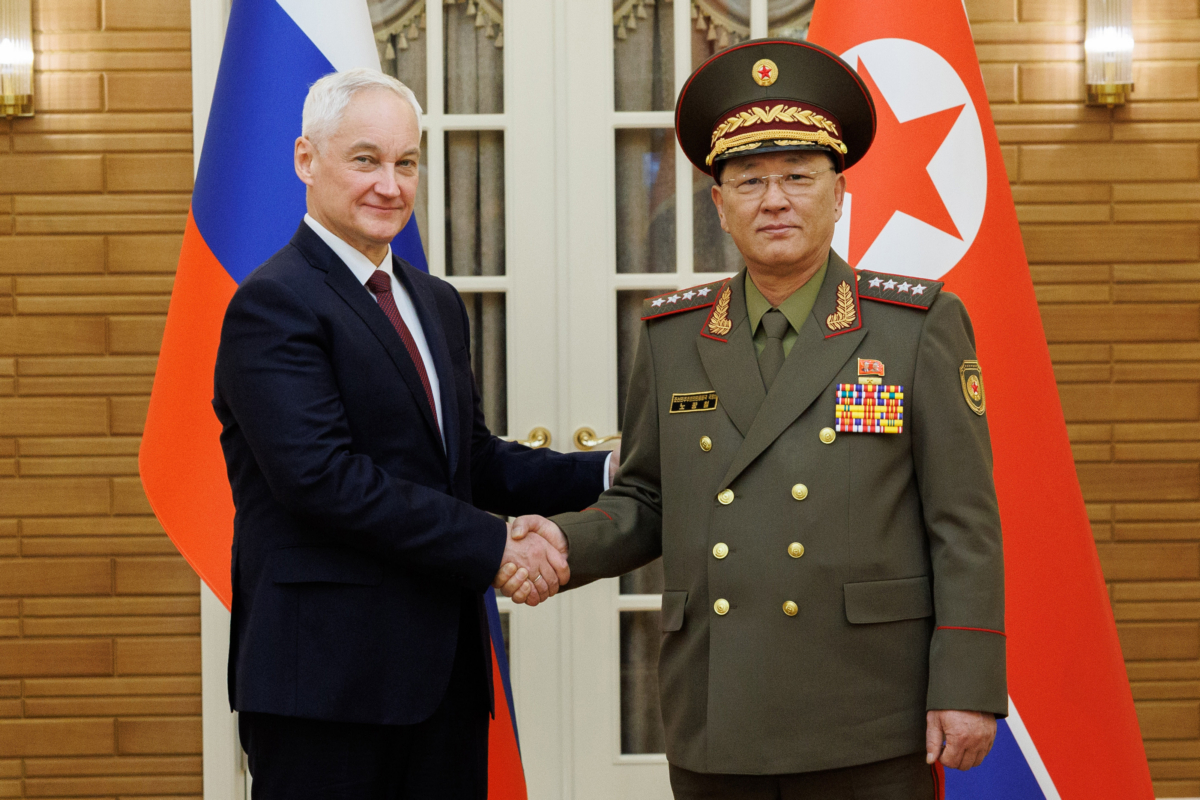
Міністр оборони Росії Андрій Бєлоусов і Міністр оборони Північної Кореї Но Гван Чхоль 29 листопада 2024 року

У серпні міністерство закордонних справ Північної Кореї виступило з заявою, у якій засудило військову операцію України в Курській області РФ й висловило готовність «завжди підтримувати росію, коли вона прагне захистити свій суверенітет». Курську операцію назвали «актом агресії та терору», додавши, що це є частиною «антиросійської конфронтаційної політики Сполучених Штатів, яка підштовхує ситуацію до Третьої світової війни». У жовтні 2024 року стало відомо про присутність військових КНДР у Донецькій області, це була незначна кількість представників інженерних військ, у зв'язку з тим, що велика кількість боєприпасів з КНДР є поганої якості.
15 жовтня стало відомо що влада РФ готується ратифікувати договір з КНДР про стратегічне партнерство. Того ж дня стало відомо що РФ ймовірно формує спеціальний батальйон з північнокорейських громадян для участі у бойових діях на Курщині та захисту кордону. Формування нового батальйону відбувається на базі 11-ї окремої десантно-штурмової бригади армії РФ та має налічувати приблизно 3000 північнокорейських громадян. 16 жовтня Зеленський заявив, що Північна Корея передає людей для використання як робочої сили на російських заводах та як особового складу російської армії. 22 жовтня у американському виданні Newsweek з посиланням на інформовані джерела розповіли, що Північна Корея направила до Росії льотчиків, які мають навчитися керувати російськими бойовими літаками.
2 грудня представник Головного управління розвідки Міноборони України Андрій Черняк заявив, що з початку великої війни російські окупанти застосували для ударів по Україні вже близько 60 північнокорейських балістичних ракет KN-23.
17 грудня The New York Times написала, що КНДР планує задіяти до 11 000 військових у російському вторгненні в Україну.
21 грудня повідомили про імовірну поставку до Росії ракетних комплексів KN-15 (Pukguksong-2), балістичних ракет з оціночним радіусом близько 2000 км. 23 грудня стало відомо що у розвідці Південної Кореї вважають що КНДР, ймовірно, готується перекинути до РФ додаткові війська, а також військову техніку, зокрема дрони-камікадзе.

### 2025

Район у Курській області Росії, де дислокувалися північнокорейські солдати кінець 2024 року.

6 січня, за даними США стало відомо, що Росія може бути близька до передачі передових супутникових та космічних технологій Північній Кореї, також РФ може бути близькою до того, щоб підтримати ядерну програму КНДР.

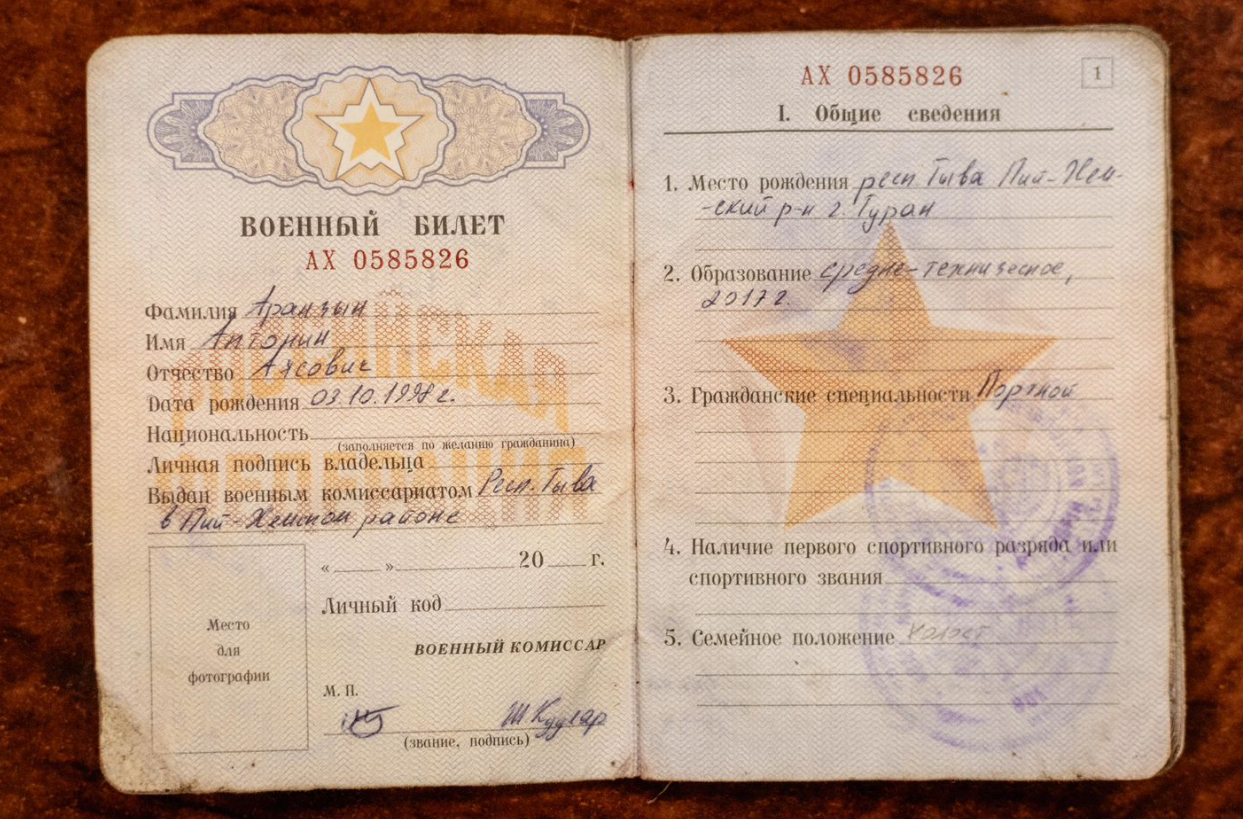
Російський військовий квиток військовослужбовця КНДР. Січень 2025.

11 січня повідомлялося про взяття в полон двох військовослужбовців КНДР. Один із затриманих північнокорейців мав при собі російський військовий квиток, виданий на ім'я іншої особи з реєстрацією в Республіці Тива Російської Федерації.
22 січня 2025 року Кирило Буданов повідомив, що Росія у 2024 році отримала від Північної Кореї 148 балістичних ракет KN-23, якими завдавала ударів по території України, запускаючи їх з Курської та Брянської областей. За його словами цьогоріч очікується, що Пхеньян передасть Москві ще 150 таких ракет.
7 лютого 2025 року Президент України Володимир Зеленський повідомив, що Північнокорейські військові знову почали брати участь в штурмах позицій Сил оборони України в Курській області .
23 лютого 2025 року Глава ГУР Кирило Буданов заявив що, Північна Корея забезпечує 50% боєприпасів, які потребує РФ для повномасштабної війни проти України.
27 лютого 2025 року видання Yonhap з посиланням на розвідку Південної Кореї повідомили, що Північна Корея надіслала додаткові військові підрозділи до Курської області Росії для участі у бойових діях проти українських сил, точна кількістьневідома, але мова йде про від 1000 до 3000 військових.
Reuters у співпраці з дослідницькою організацією Open Source Centre оприлюднило результати розслідування, у якому йдеться про те що РФ отримала 4-6 млн північнокорейських артилерійських снарядів упродовж останніх 20 місяців, налагодивши морське сполучення із КНДР. Міністр оборони РФ Сергій Шойгу відвідав Пхеньян у липні 2023 року на святкування 70-ї річниці перемир’я в Корейській війні, де обговорив із північнокорейським лідером тіснішу військову співпрацю. А вже у вересні 2023 року між обома країнами активізувався морський трафік: кораблі почали перевозити сотні контейнерів із північнокорейського порту Раджин до східних російських портів Дунай і Східний, що відслідковували аналітики OSC на супутникових знімках. Пік поставок припав на січень 2024 року, коли в Росію було відправлено сім вантажів, а до березня 2025 року в середньому місячний показник знизився до трьох.
 

26 квітня 2025 року Начальник російського Генштабу Валерій Герасимов під час доповіді президентові РФ Володимиру Путіну вперше офіційно підтвердив участь військових з Північної Кореї у війні проти України. 
Окремо хочу відзначити участь у звільненні прикордонних районів Курської області військовослужбовців Корейської Народної Демократичної Республіки
17 червня 2025 року Секретар Ради Безпеки РФ Сергій Шойгу зустрівся в Пхеньяні з лідером КНДР Кім Чен Ином і за підсумками переговорів заявив, що глава Північної Кореї ухвалив рішення направити для відновлення Курської області тисячу саперів та п'ять тисяч військових будівельників із КНДР.

## Перелік зброї
Окрім боєприпасів, північнокорейський режим помічений у постачанні ракет KN-23, протитанкових ракетних комплексів Bulsae-4, північнокорейські копії ракет до ПТРК «Конкурс», 7.62-мм кулемети Type 73, САУ M1989 Koksan, 240-мм РСЗВ, гармати Д-74, 122-мм РСЗВ замасковані під цивільні вантажівки та невідомий ЗРК/РЛС.
| назва | тип                                             | к-ть      | подробиці |
| --- | ----------------------------------------------- | --------- | --- |
| артилерійський снаряд | артилерійський снаряд                           | 20 000    | 22.02.23 зʼявилася інформація про можливе постачання з КНДР |
| 122-мм артилерійський снаряд | 122-мм артилерійський снаряд                    | 350 000   | 20.10.23 зʼявилася інформація про постачання 350 000 снарядів з КНДР до РФ                                                                                                 |
| 152-мм артилерійський снаряд |                                                 | 350 000   | 20.10.23 зʼявилася інформація про постачання 350 000 снарядів з КНДР до РФ                                                                                                 |
| артилерійський снаряд | артилерійський снаряд                           | 2 500 000 | згідно інформації південнокорейської національної служби розвідки, КНДР з серпня відправила в РФ понад 1 000 000 артилерійських снарядів, станом на лютий 2024 — 2 500 000 |
| KN-23 | тактична балістична ракета                      | —         | у грудні 2023 вперше були помічено використання російськими військовими північнокорейських ракет                                                                           |
| станом на червень 2024 року, Північна Корея відправила залізницею до Росії близько 5 000 000 артилерійських снарядів різного калібру |                                                 |           | |
| 130-мм артилерійський постріл | 130-мм артилерійський постріл                   | —         | 25.06.24 північнокорейська версія 130-мм снаряду ОФ-482М для гармати М-46 була помічена у використанні російських артилеристів                                             |
| Bulsae-4 | протитанковий ракетний комплекс                 | —         | 30.07.24 комплекс вперше виявила українська аеророзвідка на одному з напрямків, коли він перебував на відкритій місцевості                                                 |
| «Фенікс-1» |                                                 | —         | 19.10.24 стало відомо що росіяни використовують північнокорейські копії ракет до ПТРК «Конкурс»                                                                            |
| «Фенікс-2» |                                                 | —         | 19.10.24 стало відомо що росіяни використовують північнокорейські копії ракет до ПТРК «Конкурс»                                                                            |
| Type 73 | 7.62-мм кулемет                                 | —         | 07.11.24 вперше було помічено як російські війська почали використовувати північнокорейські кулемети Type 73                                                               |
| M1989 Koksan | 170-мм самохідна гаубиця                        | 50        | 14.11.24 у РФ вперше помітили північнокорейські далекобійні 170-мм гаубиці M1989 Koksan під час транспортування залізницею у Красноярську                                  |
| 240-мм РСЗВ | 240-мм РСЗВ                                     | 20        | 14.11.24 у РФ вперше помітили північнокорейські далекобійні 170-мм гаубиці M1989 Koksan під час транспортування залізницею у Красноярську                                  |
| Д-74 | 122-мм причіпна гармата                         | —         | 17.12.24 стало відомо що КНДР передала Росії гармати Д-74 |
| невідомий ЗРК/РЛС 번개 6 | невідомий ЗРК/РЛС 번개 6                        | —         | 12.01.25 було опубліковане відео помилкової російської атаки на невідомий ЗРК чи РЛС північнокорейського виробництва                                                       |
| 122-мм РСЗВ замаскована під цивільну вантажівку                                                                                      | 122-мм РСЗВ замаскована під цивільну вантажівку | —         | 23.01.25 вперше помічено у Курській області РФ |